# Зенана

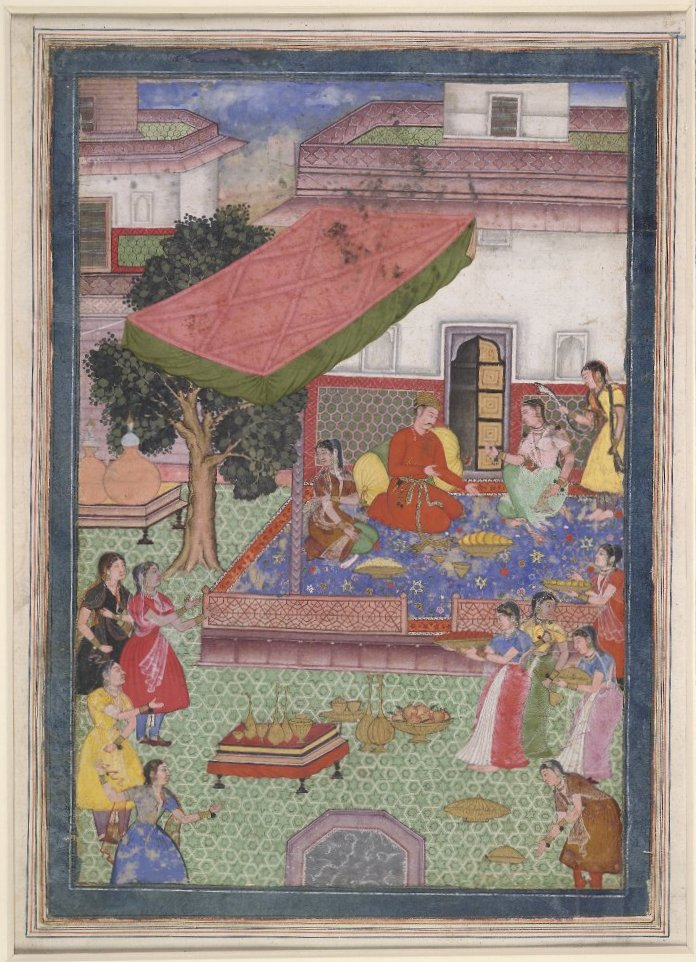
Князь або знатний відвідувач зенани або жіночих кварталів

Зенана (перс. زنانه, бенг. জেনানা, урду زنانہ, гінді ज़नाना), буквально "з жінок" або "що стосується жінок" перською. У контексті означає частину будинку, що належить індуїстській або мусульманській родині на Індійському субконтиненті, зарезервовану для жінок.  Зенани — це внутрішні квартири будинку, в якому живуть жінки однієї родини. Зовнішні апартаменти для гостей та чоловіків називаються марданами. Концептуально це еквівалент на індійському субконтиненті гарему.